# Lee Nak-yon
Lee Nak-yon, também conhecido como Lee Nak-yeon, (Yeonggwang, 5 de dezembro de 1951) é um político sul-coreano e foi Primeiro-ministro da Coreia do Sul de 2017 até 2020 Também foi governador da província de Jeolla do Sul Antes de eleito governador, trabalhou como jornalista do The Dong-a Ilbo (East Asia Daily) e serviu como membro da Assembleia Nacional por quatro mandatos.